# 다테 마사미치
다테 마사미치(伊達政道, 1568년 ~ 1590년 5월 10일)는 센고쿠 시대의 무장(武將)이다.
다테 마사무네(伊達政宗)의 동생으로 다테 고지로라는 이름으로 더 잘 알려져 있다. 또한 '마사미치'라는 이름을 증명하는 당시의 사료가 존재하지 않아, 의문시하는 학자도 있다.
마사미치의 어머니 요시히메는 모가미가와 대립한 마사무네보다 동생인 고지로를 더욱 더 사랑하였고, 다테 씨 내부에서 마사무네파와 코지로파로 나뉘어 대립한 일도 있었지만, 아버지 다테 데루무네는 1584년 마사무네에게 집을 상속시킨다.
1587년, 아시나 씨의 후계자문제가 일어나자 고지로가 아시나씨의 당주로써 추천받지만, 아시나 씨의 집권자인 가나가미 모리하루의 계략에 의해, 사타케 요시시게의 아들 아시나 요시히로가 당주가 되었다.
1590년, 마사무네와 어머니 요시히메와의 인연이 오랫동안 끊어진 것과 형제간의 대립으로 인해 고지로는 마사무네에 의해 살해되었다고 전해진다. 설에 의하면 마사무네가 도요토미 히데요시의 오다와라 정벌의 참전이 결정된 뒤, 어머니 요시히메의 초대를 받아 갔을 때 요시히메와 고지로에 의해 마사무네가 독살당할 뻔하고, 이것을 계기로 마사무네 스스로 마사미치를 살해하였다고 전해지고 있지만 이것은 출처가 에도시대의 서적인 '治家記録'이라, 후세의 창작일 수도 있다 하여 사망 원인은 아직 수수께끼가 많다.